# Cesio (formaggio)
Il Cesio è un formaggio tipico della Vallata Feltrina, nell'alto Veneto. Prende nome dal comune di Cesio, ora Cesiomaggiore, ove aveva sede il caseificio che per primo l'ha realizzato.

## Storia
Prodotto inizialmente dalla latteria di Cesio (trasformato in Cesiomaggiore dopo l'unità d'Italia al fine di non confonderlo con l'omonimo comune ligure). Successivamente la "Latteria Cooperativa della Vallata Feltrina -Busche", in seguito denominata Lattebusche, ha conosciuto un ingrandimento del proprio volume di affari tale da assorbire quasi tutte le latterie turnarie e sociali della provincia di Belluno.
Negli anni '90 la produzione è stata spostata nella succursale di Sandrigo (VI), ma dal 2008 è tornato ad essere prodotto nel suo luogo di nascita. È stato riconosciuto come P.A.T..